# Спирин, Алексей Евстигнеевич
Алексей Евстигнеевич Спирин (23.03.1922 — 26.03.1995) — директор завода № 156 ПО «Маяк» (1971—1989), лауреат Государственной премии СССР (1981).
Родился в п. Куровское Московской области в семье ткача. Окончил Куровскую среднюю школу № 1 с аттестатом отличника в 1940 году, был призван на военную службу и направлен в школу младшего начальствующего состава главного управления конвойных войск МВД.
Участник Великой Отечественной войны. Послужной список:
- июль-сентябрь 1941 г. — помощник командира стрелкового взвода в действующей армии Северо-западного направления.
- сентябрь-декабрь 1941 г. командир отделения разведки 21 ударного района,
- декабрь 1941 — январь 1943 г. — дежурный по связи и начальник поста ВНОС в главном посту ВНОС штаба ПВО 8-й армии.
- январь 1943 — май 1945 заведующий секретным делопроизводством отдела ПВО в составе отдельной стрелковой роты 937 стр. полка.
- май-сентябрь 1945 г. служил старшим писарем секретной части в штабе управления командующего артиллерией 8-й армии.
- сентябрь-декабрь 1945 вместе со штабом 8-й армии был переведен в Западно-Сибирский военный округ, где служил старшим чертежником секретной части оперативного отдела штаба округа.

В декабре 1946 г. демобилизован и вернулся в п. Куровское. Некоторое время работал учителем физики и математики школы № 1.
В 1947 г. поступил в МЭИ (электровакуумная техника). После 4 курса перевёлся на приборостроительный факультет Московского механического института, который окончил в феврале 1953 г. по специальности физическое приборостроение.
Работал на реакторном заводе № 156 ПО «Маяк» (г. Озёрск):
- апрель 1953- 02.06.1961 — инженер-физик, инженер службы управления, зам. начальника смены, и. о. начальника смены.
- 02.06.1961-12.06.1963 зам. главного инженера.
- 12.06.1963-21.05.1971 и. о. главного инженера, главный инженер.
- 21.05.1971-15.03.1989 и. о. директора, директор завода № 156.

Государственная премия СССР (30.10.1981) — а создание и серийное производство комплекса высоконадежных систем управления и энергетических установок.
Награждён орденами «Знак Почёта» (29. 07.1966), Октябрьской революции (26.04.1971), Отечественной войны II степени (06.04.1985), медалями «За боевые заслуги» (13.05.1944), «За оборону Ленинграда» (22.12.1942), «За победу над Германией» (09.05.1945), «50 лет вооруженных сил СССР» (28.12.1967), «За доблестный труд. В ознаменование 100-летия со дня Рождения В. И. Ленина» (30.03.1970), «Ветеран труда» (15.06.1977).